# Roháč (Podskalski)

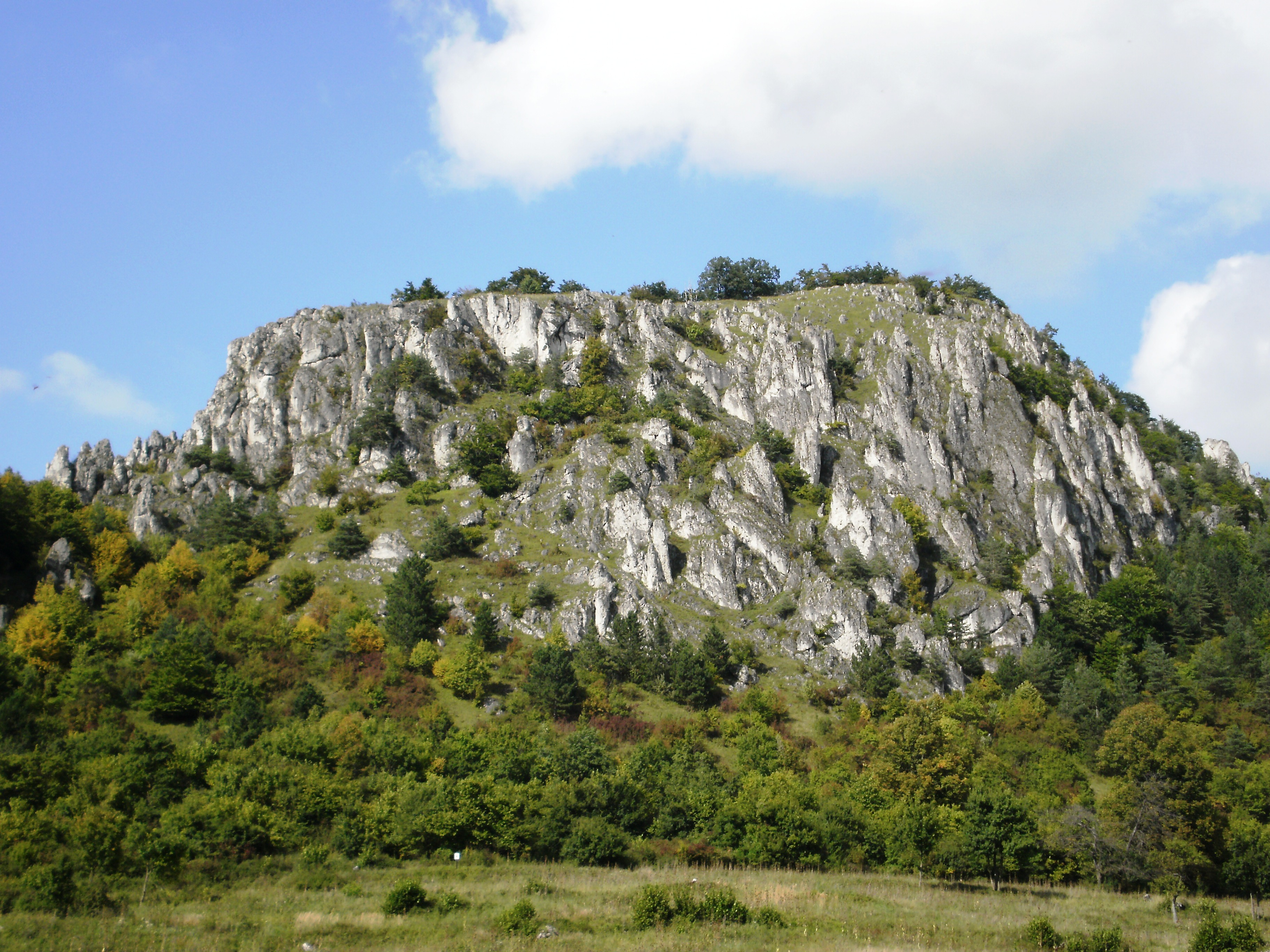
Podskalský Roháč - spiętrzenie szczytowe

Roháč (720 m n.p.m.) – szczyt w południowej części Sulowskich Wierchów na Słowacji.

## Położenie
Roháč (zwany tu Podskalskim, w odróżnieniu od innych szczytów tej nazwy, z czego kilku jeszcze w samych Górach Strażowskich) wznosi się ok. 2 km na północny wschód od wsi Podskalie i ok. 1,6 km na południowy zachód od wsi Zemianska Závada. Stanowi najwyższy punkt niewielkiego masywu rozciągającego się między wspomnianymi miejscowościami, który opada długim grzbietem w kierunku południowo-zachodnim nad pierwszą z nich.

## Geologia, ukształtowanie
Masyw zbudowany jest ze skał węglanowych, które w procesach wietrzenia tworzą charakterystyczne skupiska szarobiałych skalnych turni, baszt, igieł. Sama niewielka wierzchowina szczytowa jest dość płaska, jednak w kierunku południowym opada wysokim skalnym urwiskiem. Liczne ściany i grupy skalnych turniczek znajdują się w kilku miejscach na stokach, które poza tym są miernie rozczłonkowane. Wzdłuż wspomnianego długiego grzbietu biegnie ciąg podobnych formacji skalnych aż po jego zakończenie zwane Velké skaly (628 m n.p.m.). Pod samym szczytem znajduje się niewielkie skalne okno.

## Przyroda ożywiona i jej ochrona
W dolnych partiach masyw jest zalesiony, w wyższych porastają go zarośla, zespoły łąkowe i murawy naskalne. Ze względu na bardzo bogatą florę, wśród której stwierdzono przenikanie się elementów górskich i ciepłolubnych, prawie cały masyw Roháča objęto ochroną w rezerwacie przyrody Podskalský Roháč.

## Turystyka
Na szczyt Podskalskiego Roháča nie prowadzi żaden znakowany szlak turystyczny. Tym niemniej wiedzie nań szereg dość dobrze wydeptanych ścieżek, dzięki którym jest on dość często odwiedzany, zarówno dla bogatej roślinności jak i dla oryginalnych i dość rozległych widoków.